# Power, Soul, Rock N’ Roll – Live in Germany

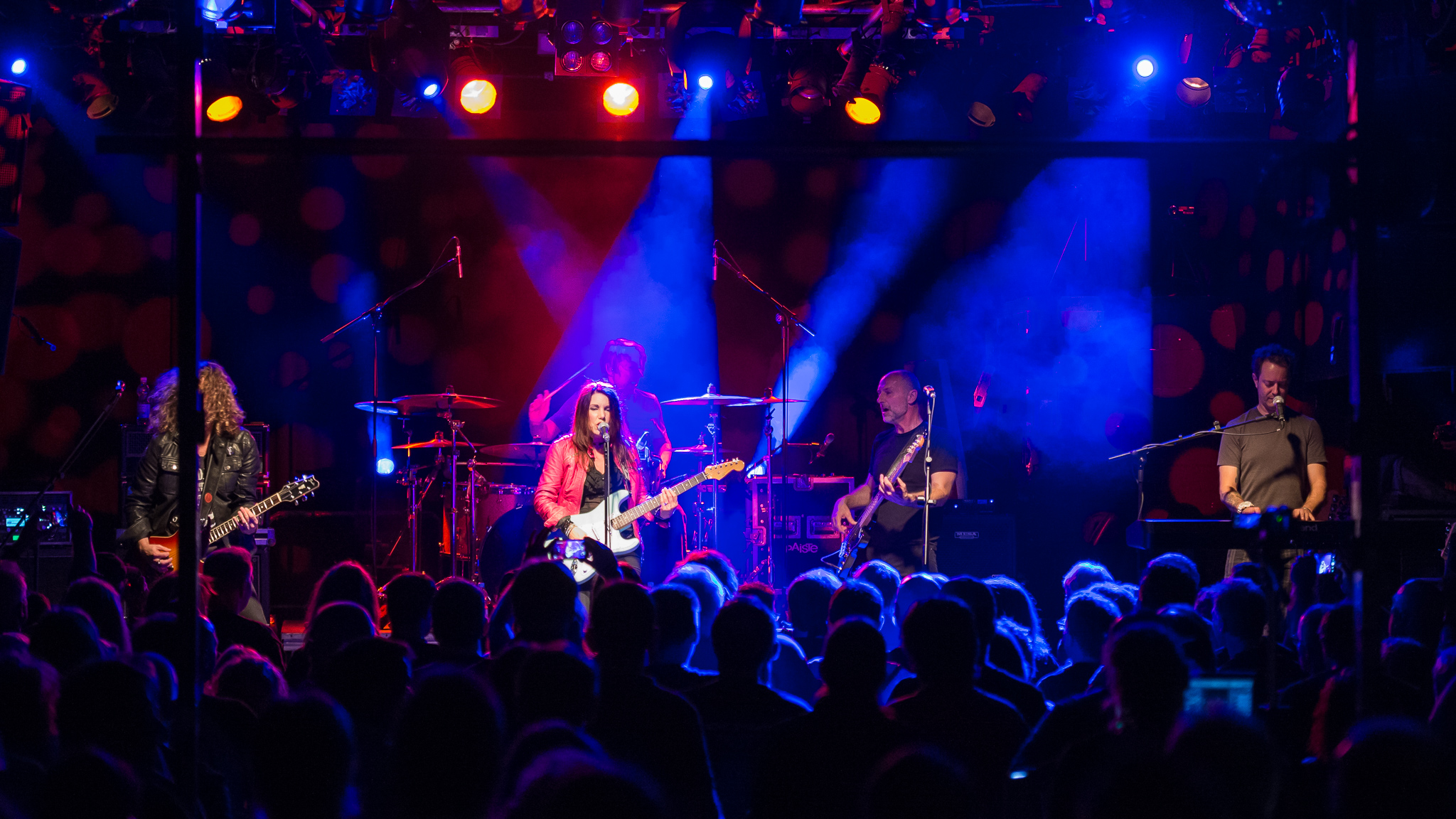
Lee Aaron und Band beim Auftritt in Nürnberg am 13. Juli 2017

Power, Soul, Rock N’ Roll - Live in Germany ist der Titel des 2019 veröffentlichten ersten Livealbums der kanadischen Sängerin Lee Aaron.
Während ihrer Tournee zum Album Fire and Gasoline spielten Lee Aaron und Band zwischen dem 10. Juli und 17. Juli 2017 auch in Europa. Die Auftritte in Nürnberg (Konzertclub „Hirsch“) am 13. Juli und Balingen (Bang-Your-Head-Festival) am 14. Juli 2017 wurden dabei für eine spätere Veröffentlichung aufgezeichnet. Die entstandenen Aufnahmen wurden von John Webster produziert, der jedoch die Liedreihenfolge änderte. Das Album gibt daher nicht den ursprünglichen Ablauf der Konzerte wieder.
Neben bekannten Titeln aus ihrer frühen Karriere und Liedern vom zum Aufnahmezeitpunkt jüngsten Albums Lee Aarons sind auch drei Coverversionen (Mistreated von Deep Purple, Rock Candy von Montrose und I’m a Woman von Bo Diddley) enthalten. Aarons Version von Mistreated und der ebenfalls bei den Auftritten gespielte  Song Diamond Baby waren zum Zeitpunkt der Aufnahmen noch nicht veröffentlicht. Sie erschienen auf dem 2018 herausgebrachten Studioalbum Diamond Baby Blues.
Neben der CD, die zusammen mit einer DVD im Digipak angeboten wurde, die neben denselben Liedern wie die CD auch drei Musikvideos (American High, Diamond Baby und I’m A Woman) und ein kurzes Making-of sowie eine Fotogalerie enthält, war das Album auch über Online-Musikdienste zu beziehen.

## Titelliste
| Nr.          | Titel                | Autor(en)                                                 | Länge |
| ------------ | -------------------- | --------------------------------------------------------- | ----- |
| 1.           | Mistreated           | Ritchie Blackmore, David Coverdale                        | 7:06  |
| 2.           | Tomboy               | Lee Aaron                                                 | 4:15  |
| 3.           | Rock Candy           | Sammy Hagar, Ronnie Montrose, Denny Carmassi, Bill Church | 4:23  |
| 4.           | Metal Queen          | George Bernhardt                                          | 5:05  |
| 5.           | Fire and Gasoline    | Sean Kelly                                                | 4:26  |
| 6.           | Powerline            | Joe Lynn Turner, John Albani, Aaron                       | 3:54  |
| 7.           | I’m A Woman          | Bo Diddley                                                | 4:30  |
| 8.           | Some Girls Do        | Albani, Aaron                                             | 3:35  |
| 9.           | Sex With Love        | Albani, Aaron                                             | 4:45  |
| 10.          | Barely Holdin’ On    | Joe Cerisano                                              | 5:08  |
| 11.          | Watcha Do to My Body | Albani, Aaron                                             | 4:54  |
| 12.          | Diamond Baby         | Aaron, Dave Reimer                                        | 3:23  |
| 13.          | Hot to Be Rocked     | Dick Wagner, Simon Brierley, Aaron                        | 3:27  |
| Gesamtlänge: | Gesamtlänge:         | Gesamtlänge:                                              | 58:43 |

## Rezeption
Marin Römpp schrieb in Rocks, das Album habe „die starken Auftritte der Band sehr lebendig eingefangen“, sie in der finalen Bearbeitung aber „mächtig ausgebremst“. Die Songreihenfolge sei „wahllos durcheinandergewürfelt und mit Publikums-Geräuschkulisse aus der Konserve“ hinterlegt worden.  Die „kraftvolle Version“ von Metal Queen, das „packende“ Barely Holdin’ On oder das Medley aus Powerline und Lady of the Darkest Night hätten aber „einen besseren Rahmen“ verdient.